# Сергій Ярунський
Сергій Я́рунський (Степанюк Сергій Анатолійович), (16 січня 1970, с. Ярунь, Новоград-Волинський район, Житомирська область, Українська РСР) — український композитор, диригент, мультиінструменталіст, філософ, блогер, член Міжнародної Гільдії Музикантів, Національної спілки композиторів України у 1997—1998 та з 2008 року, Національної Ліги Українських Композиторів з 1998 року, Асоціації діячів естрадного мистецтва України з 1999 по 2003 роки, лауреат міжнародного конкурсу молодих композиторів «Бієнале Актуальних Мистецтв України» (2004 р., м. Київ), Всеукраїнського фестивалю сучасної української пісні Пісенний вернісаж (1999, 2000, 2017).

## Біографічні відомості
В дитинстві був музичним вундеркіндом, мав гострий слух, чудову музичну пам'ять та разючий хист до імпровізації. З 9 років почав записувати музику, яку до цього (з 5 років) лише запам'ятовував, а найулюбленішою справою було «видобувати звуки зі всього, що попадало в руки» і відтворювати музику, яку щойно почув. Самотужки навчився грати на ударній установці, гармошці та акордеоні. Першим вчителем музики був його батько Анатолій, в молоді роки — керівник самодіяльного духового оркестру, автор фокстротів та маршів (ноти не збереглися, бо клуб, де вони грали — згорів).
У 1984 році з відзнакою закінчив Новоград-Волинську музичну школу по класу баяна (викладач Карплюк А. В.)
У 1989 році закінчив Житомирське музичне училище по класу баяна (викладач Савицький Л. О.) та композиції (факультатив у композитора Стецюка О. М.).
З 1989 по 1991 роки навчався в Рівненському Інституті культури (по диригуванню клас народного артиста України Богдана Депо).
У 1989 та 1990 роках двічі їздив на консультації з питань композиції до Московської консерваторії в клас Миколи Сидельникова та Альберта Лемана.
У 1995 році закінчив Київську державну консерваторію (композиторський факультет, клас проф. М. Дремлюги та Я. Лапинського).
В 1993—1997 роках входив до композиторського об'єднання «ВіССГ» (Вікторія Польова, Святослав Луньов, Сергій Ярунський, Григорій Немировський).
З 1997 року підписується псевдонімом Сергій Я́рунський, що походить від назви рідного селища Ярунь.

## Творчість
Найрадикальніший представник українського музичного акціонізму кінця XX — початку XXI століть (поряд із Сергієм Зажитьком, Володимиром Рунчаком, Кармелою Цепколенко, Людмилою Юріною, Іваном Небесним, Данилом Перцовим та Григорієм Немировським).
Автор неординарних, чудернацьких творів, що створили композитору скандальну славу, зокрема:
- інструментальна трилогія — Містерія-буф № 1[7]: «мерзота» (застосовує нестандартну техніку «спів на вдих»), «бридота» та «гидота» (за цей твір був виключений із Спілки композиторів України[8], спілчани не мали зауважень до самої музики, але дійство сприйняли як образу почуттів віруючих[9]) — 1996 р.,
- «Стриптиз-реквієм»[10] (1998, 2004 рр.) (прем'єра твору була під загрозою, бо міністр культури особисто наполягав, щоб він не виконувався)
- «Оранжерея кактусів» — камерна симфонія № 1[11] (1992,1994) (під час прем'єрного виконання із залу демонстративно вийшла Н. Герасимова-Персидська і голосно зачинила двері)
- «Кощуна» — симфонія № 4 для ф-но[12], (1995) (в журналі «ART LINE» вийшла досить зла стаття Ю. Чекана про концерт, де згадувався і цей твір),
- «Кибаліон» — симфонія-трансмутація для симфонічного оркестру та органа[13] (1995) (прем'єра твору спричинила скандал під час державного іспиту з фаху)
- Містерія-буф № 2, «Вій»[14] (2009) (диригенти Роман Кофман, Віталій Протасов та Микола Лисенко відмовлялись це диригувати, в результаті в 2011 році автор сам продиригував прем'єру твору)
- «Атавіза» — футуристичний квартет[15](2015), тощо.

У творчому доробку Ярунського близько 300 творів. Зокрема, понад 60 творів симфонічного та камерно-інструментального спрямування, переважна більшість яких мають експериментальний характер. Автор більше 150 пісень (у тому числі і для дітей). Пісня «Туман, туман долиною» (слова Тараса Шевченка), вже вважається народною. Музика до балетних постановок (співпраця із засл. артистами України: Валерієм Магітовим, Анатолієм Бурдейним, Михайлом Мотковим, балетмейстером-постановником Наталією Яковцовою, гранд-перформером Ольгою Кебас), музика до кінофільму «Я» (Романтика), за мотивами новели Миколи Хвильового. Автор понад 100 віршів, філософських есе (космологічного та анархічного змісту) «Імпровізації анархіста» та «Мудрість чорта».
Твори виконувались у Німеччині, Італії, Данії, США, Франції, Канаді, Польщі, Великій Британії, Туреччині, Боснії, Росії, на міжнародних та всеукраїнських фестивалях: Міжнародний форум музики молодих, «Прем'єри сезону», «Київ Музик Фест», «Житомирська музична весна», фестивалях сучасного мистецтва: «Мета-Арт» (1997 р., м. Київ), «Культурні герої» (2002 р., м. Київ), «Сонячні кларнети» (2003 р., м. Коростень), всеукраїнських пісенних фестивалях: «Боромля» (1999), «Пісенний вернісаж» (2000, 2017), «Прем'єра пісні» (2018), «Солов'їна Україна» (2017), «ЧубинськийFEST», «Зіркафест», «Соняшник», (2014-…), радіо-фестивалях: «Пісня року» (1999—2003), «Сторінками української естради», «ЛіМузІн» з Віктором Овсієнком (1999—2003), Radio — KRZA 88.7 FM (США, 2012) тощо…
Філософські погляди еволюціонували від ідей панентеїзму, панпсихізму, космізму — до поєднання інструменталізму, анархізму та гілозоїзму, до відкидання «принципу кінцевості» (а відтак і початку) як наслідку «текстового, літературного» мислення. У своєму філософському методі застосовує принципи синергетики та теорії хаосу. На початку 1990-х років Ярунський називав свій напрямок «космічним поліфонізмом».
Величезне враження призвело знайомство з філософією геніального німецького мислителя XVIII століття Йоганна Гамана, ірландського філософа Джорджа Берклі. Виняткове враження справило знайомство з роботами унікального німецького мислителя Макса Штірнера та французького письменника і мислителя Маркіза де Сада. З того часу принципово відмовляється від побудови своєї філософської системи і знищує юнацький трактат «Початки філософії».
Дуже прискіпливо вивчав філософію східних мислителів, зокрема, Джідду Крішнамурті, Вівекананди та Шрі Ауробіндо.
Один із яскравих сучасних критиків церкви та релігії як інституцій, що маніпулюють масовою свідомістю. Довгий час вивчав роботи критиків та творців християнства, юдаїзму, ісламу, буддизму, тощо. Особливе значення придавав апофатичній теології, вивчав фольклор, язичницькі звичаї та обряди різних народів світу. Стверджує, що бог — інструментальне поняття, «маркер» культури. Деякі новітні християнські церкви Києва оголосили йому анафему.
Вільний художник. Багато років працює в різних творчих колективах та закладах Києва, зокрема у Київській муніципальній академії естрадного та циркового мистецтв, Київській муніципальній українській академії танцю імені Сержа Лифаря, на телеканалі СТБ (3-D Шоу «Барон Мюнхгаузен», у телешоу «Танцюють всі» — 1, 2, 3, 4), у Київському хореографічному коледжі, тощо.

## Родина
Дружина Ольга Яриновська — співачка (меццо-сопрано), вокальний педагог, автор текстів до пісень, звукорежисер, засновник та художній керівник Зразкового вокального ансамблю «Намистечко». Праправнучка польського дворянина Івана Яриновського — учасника Січневого повстання (1863)
Син Ігор Степанюк — студент Технічного Університету (м. Кошиці, Словаччина).
Дворідний дядько Володимир Кот — актор першого складу трупи Київського Молодіжного театру.
Трирідний брат Олександр Балюк — Герой України, Герой Небесної Сотні.